# Eilema vanbraekeli
Eilema vanbraekeli là một loài bướm đêm thuộc phân họ Arctiinae, họ Erebidae.